# 고라이교

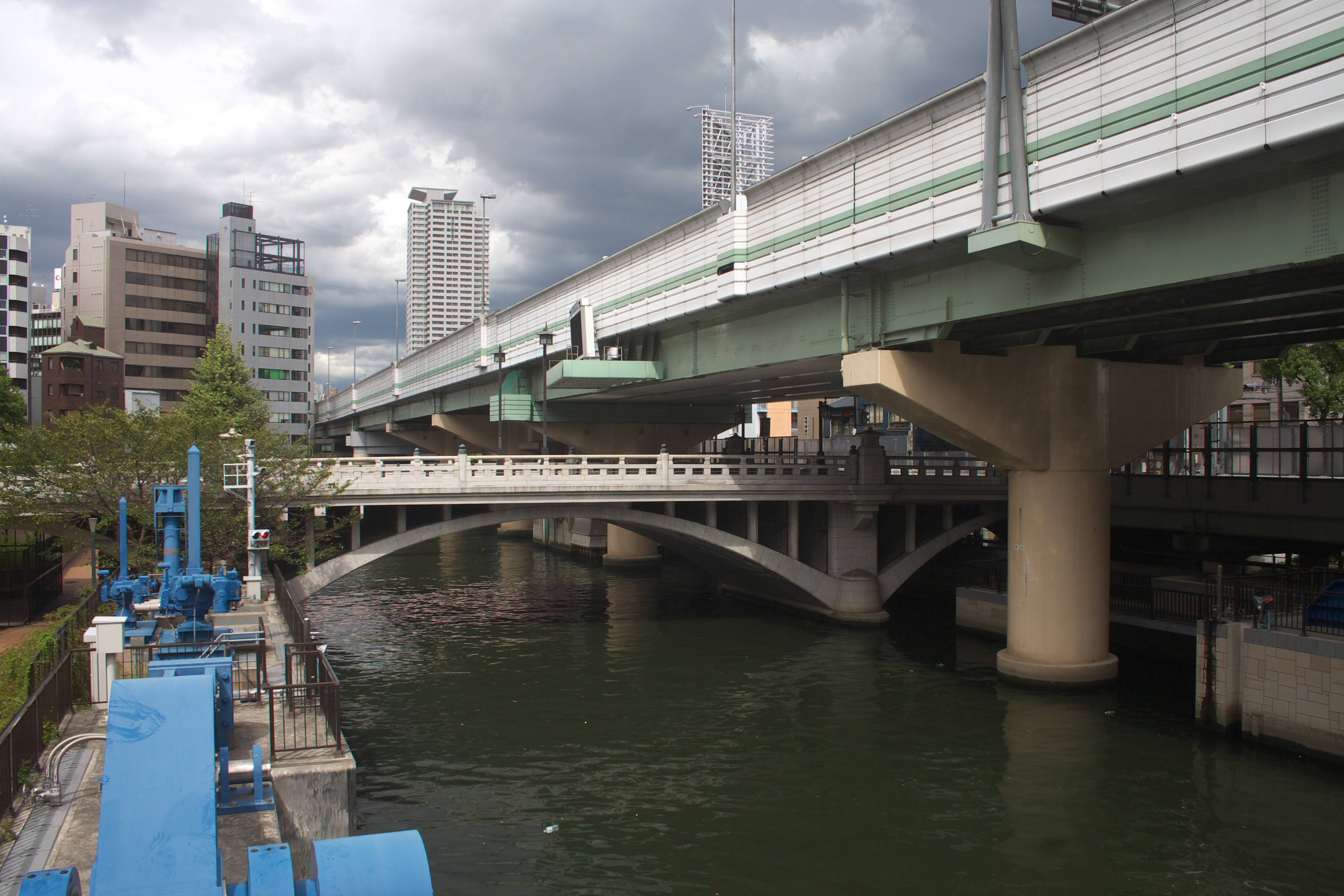

고라이 교(高麗橋)는 오사카부 오사카시 주오구에 있는 히가시요코보리 강에 놓여 있는 다리와 그 주변지역의 지명이다. 다리 이름의 유래는, 고대에 한반도에서 온 사절을 맞이했던 ‘고려관 (高麗館,こまのむろつみ）’이 있었기 때문이라는 설과, 도요토미 히데요시의 오사카 부근의 마을을 정리할 때, 이 부근이 조선과의 무역의 거점이었다는 설 등, 많은 설이 있다.

## 개요
도요토미 히데요시가 오사카성을 축성할 때에, 히가시요코보리 강이 이 성의 바깥 해자역할을 하였는데, 고라이 교는 그 때에 지어졌다고 전해지고 있다. 에도 시대에는 도카이도의 종착지인 교토와 오사카를 잇는 교카이도의 기점이 교 교로 이동되어, 후에는 주고쿠카이도등 오사카와 지방을 잇는 가도가 이 다리까지 늘어났기 때문에, 오사카의 현관 입구로써 정비되었다. 에도 막부도 이 다리를 중요하게 여겨, 공식적인 다리로 지정하여 직접 관리하였다. 또한 이 근처에 고사쓰바(高札場)를 설치하였다. 메이지 유신 이후, 메이지 막부는 여기에 도로 원표를 두어, 서일본 도로의 거리 계산 기점이 되었다.
1870년에 오사카 최초의 철교로 바뀌었다. 자재는 영국에서 수입하였지만, 당시의 일본에서는 계약에 대한 인식부족으로 인해 당초보다 2배정도의 가격을 완성 한 후에 추가로 청구되어, 외교상의 문제까지 발전하였다. 당시는 ‘철교’, ‘구로가네 교’ 등이라고 불렸다.
1929년에는 오사카 시의 제1차 도시계획사업의 일환으로 철근 콘크리트제의 아치교로 바뀌어, 현재에 이른다. 현재는 다리의 바로 위에는 한신 고속도로가 놓여 있다.

## 교통
- 오사카 시 교통국 지하철 사카이스지 선・게이한 본선　기타하마 역
- 오사카 시 교통국 버스　‘기타하마 2쵸메’, ‘덴신 교’버스정류장